# یواش‌لار (صندوق‌لی)
یواش‌لار (به ترکی استانبولی: Yavaşlar) یک منطقهٔ مسکونی در ترکیه است که در صندوق‌لی واقع شده‌است.